# المتلازمة المخيخية المعرفية العاطفية
المتلازمة المخيخية المعرفية العاطفية (سي سي إيه إس)، تُدعى أيضًا متلازمة شماهمان، هي حالة ناتجة عن آفات (تلف) مخيخ الدماغ. تشير إلى مجموعة من الاضطرابات في المجالات المعرفية لكل من الوظائف التنفيذية، والإدراك المكاني، واللغة والتأثيرات الأخرى الناتجة عن تلف المخيخ. تشمل اضطرابات الوظائف التنفيذية كلًا من مشاكل التخطيط، وتبديل المهام، والتفكير التجريدي، والطلاقة اللفظية والذاكرة العاملة، إلى جانب ترافقها في كثير من الحالات مع المواظبة، والشرودية وعدم الانتباه. تشمل المشاكل اللغوية خلل اللحن والحبسة النحوية وحبسة التسمية الخفيفة. تؤدي اضطرابات الإدراك المكاني إلى سوء تنظيم بصري مكاني وضعف الذاكرة البصرية المكانية. تظهر تغيرات الشخصية في التبلد العاطفي أو السلوك غير الملائم. تسبب هذه الاعتلالات المعرفية انخفاضًا إجماليًا في الوظيفة الفكرية. تفند هذه المتلازمة وجهة النظر التقليدية التي تحصر دور المخيخ في تنظيم الوظائف الحركية. يُعتقد الآن أن المخيخ مسؤول عن تنظيم العديد من الوظائف الحركية وغير الحركية على حد سواء. يُعتقد أيضًا أن الاضطرابات غير الحركية الملاحظة في متلازمة «سي سي إيه إس» ناتجة عن الخلل الوظيفي في اتصال المخيخ مع القشرة المخية والجهاز النطاقي.

## العلامات والأعراض
شُخصت متلازمة «سي سي إيه إس» لدى كل من الأطفال والبالغين. تختلف مظاهر المرض الدقية من فرد لآخر، إذ تعكس على الأرجح موقع التلف الدقيق من المخيخ. توسع الباحثون بعد ذلك في المكون العاطفي للمتلازمة، أي الظواهر العصبية النفسية. قدموا العديد من التقارير التي أفادت بإظهار المرضى المصابين بتلف مفرد في المخيخ الشرودية، وفرط النشاط، والاندفاعية، وزوال التثبيط، والقلق، والسلوكيات النمطية والشعائرية، والتفكير غير المنطقي، ونقص التعاطف، والعدوانية، والتهيجية، والسلوكيات الوسواسية والاجترارية، والانزعاج والاكتئاب، والدفاع اللمسي وفرط الحمل الحسي، واللامبالاة، والسلوك الطفلي وفقدان القدرة على فهم الحدود الاجتماعية وتحديد الدوافع الخفية.
يمكن التعرف على متلازمة «سي سي إيه إس» من خلال نمط الاضطرابات الذي يضم الوظائف التنفيذية، والإدراك البصري المكاني، والأداء اللغوي وتغيرات العواطف والشخصية. قد تعكس قلة الحالات المشخصة نقص الإلمام بالمتلازمة في المجتمع الطبي والعلمي. تتسم طبيعة الأعراض وتنوعها أيضًا بالصعوبة. تختلف مستويات الاكتئاب، والقلق، ونقص العواطف وسوء التنظيم العاطفي من مريض لآخر. غالبًا ما تكون أعراض المتلازمة المخيخية المعرفية العاطفية شديدة إلى حد ما بعد الإصابة الحادة لدى البالغين والأطفال، لكنها تميل إلى الانخفاض بمرور الوقت. يدعم هذا وجهة النظر القائلة إن للمخيخ دور في تنظيم العمليات المعرفية.

### الاضطرابات النفسية
يوجد عدد من الاضطرابات النفسية المحتمل ارتباطها بالخلل الوظيفي المخيخي والمشابهة لأعراض «سي سي إيه إس». من المقترح وجود دور لآفات المخيخ في بعض سمات الاضطرابات النفسية، مثل الفصام، والاكتئاب، واضطراب ثنائي القطب، واضطراب نقص الانتباه مع فرط النشاط (إيه دي إتش دي)، وعسر القراءة النمائي، ومتلازمة داون ومتلازمة الكروموسوم إكس الهش. طُبقت فرضية شماهمان لخلل القياس الفكري على هذه الاضطرابات النفسية. في الفصام، اقتُرح وجود خلل وظيفي في الدائرة القشرية المهادية المخيخية، ما يسبب بدوره مشاكل في السلوكيات العاطفية والإدراك العاطفي. دعمت الدراسات التالية للموت هذه الفكرة، إذ أظهرت وجود أجزاء أمامية أصغر من دودة المخيخ، وكثافة منخفضة من خلايا بركييني في دودة المخيخ لدى مرضى الفصام. توجد ايضًا أدلة عديدة داعمة للفرضية القائلة إن أعراض بعض الاضطرابات النفسية ناتجة عن الخلل الوظيفي المخيخي. وجدت إحدى الدراسات امتلاك المصابين بالفصام لدودة مخيخ سفلية صغيرة وانخفاض اللاتناظر بين نصفي الكرة المخيخية بالمقارنة مع مجموعة البالغين المرجعيين. وُجد أيضًا امتلاك الأشخاص الذين يعانون من «إيه دي إتش دي» فصوصًا سفلية خلفية صغيرة بالمقارنة مع المجموعة المرجعية. أفادت دراسات أخرى بارتباط حجم دودة المخيخ مع شدة اضطراب «إيه دي إتش دي». أظهرت دارسة باستخدام التصوير المقطعي بالإصدار البوزيتروني (بّي إي تي) على الأشخاص المصابين بعسر القراءة انخفاض النشاط في المخيخ خلال المهام الحركية بالمقارنة مع المجموعة المرجعية. قد يصبح بالإمكان فهم إمراضية هذه الاضطرابات النفسية بشكل أفضل عن طريق دراسة «سي سي إيه إس».

## الأسباب
تتنوع أعراض «سي سي إيه إس» تبعًا للمسببات المحتملة العديدة، لكن تتظاهر جميع الحالات بمجموعة من الأعراض المركزية بغض النظر عن المسببات. تشمل أسباب «سي سي إيه إس» كلًا من عدم تخلق المخيخ وخلل تنسجه أو نقصه، والسكتة الدماغية، والأورام، والتهاب المخيخ، والرضوض والأمراض التنكسية العصبية (مثل الشلل فوق النووي المترقي والضمور الجهازي المتعدد). يمكن ملاحظة «سي سي إيه إس» أيضًا لدى الأطفال المصابين بآفات قبل الولادة، أو الآفات المبكرة التالية للولادة أو النمائية. في هذه الحالات، يصاب المخيخ بآفات تسبب بدورها العجز المعرفي والعاطفي. تختلف شدة «سي سي إيه إس» باختلاف موقع الآفة وامتدادها. في التقرير الأصلي لوصف المتلازمة، عانى المرضى المصابون باحتشاء نصف الكرة المزدوج، أو المرض المخيخي الشامل أو احتشاء الشريان المخيخي السفلي الخلفي (بّي آي سي إيه) الكبير وحيد الجانب من اضطرابات معرفية أكبر بالمقارنة مع مرضى احتشاء «بّي آي سي إيه» الأيمن الصغير، أو احتشاء الشريان المخيخي الداخلي الأمامي الأيمن الصغير أو منطقة الشريان المخيخي العلوي (إس سي إيه). بشكل عام، يعاني المرضى المصابون بتلف فص المخيخ الخلفي أو الآفات ثنائية الجانب من الأعراض الأكثر شدة، بينما تنخفض شدة الأعراض لدى المرضى المصابين بآفات في الفص الأمامي. لدى الأطفال، أظهر المصابون بالورم النجمي أداءً أفضل في الاختبارات العصبية النفسية بالمقارنة مع أقرانهم المصابين بالورم الآرومي النخاعي. عند تشخيص مريض ما بمتلازمة «سي سي إيه إس»، يجب على الاختصاصيين الطبيين تذكر وجود أسباب مختلفة عديدة للمتلازمة.

## العلاج
تركز علاجات «سي سي إيه إس» الحالية على تخفيف الأعراض. تمثل تقنية العلاج المعرفي السلوكي (سي بي تي) القائمة على توعية المريض بمشاكله المعرفية إحدى العلاجات المستخدمة. على سبيل المثال، يواجه العديد من مرضى «سي سي إيه إس» صعوبات لدى تعدد المهام. مع استخدام العلاج المعرفي السلوكي، يتعين على المريض إدراك هذه المشكلة والتركيز على مهمة واحدة في كل مرة. تُستخدم هذه التقنية أيضًا بهدف تخفيف بعض الأعراض الحركية. في دراسة حالة لمريض «سي سي إيه إس» الناتجة عن إصابته بسكتة دماغية، أظهر المريض تحسنًا في الوظيفة الذهنية والانتباه من خلال علاج التوجه الواقعي والتدريب على عملية الانتباه. يتألف علاج التوجه الواقعي من تعريض المريض المستمر إلى منبهات أحداث الماضي، مثل الصور. يتألف التدريب على عملية الانتباه من مهام بصرية وسمعية من شأنها تحسين الانتباه. واجه المريض صعوبة في تطبيق هذه المهارات على مواقف «الحياة الحقيقية». لعبت مساعدة عائلته له في المنزل دورًا ملحوظًا في استعادة قدرته على أداء أنشطة الحياة اليومية. عملت الأسرة على تحفيز المريض لأداء المهام الأساسية ووضعت له جدولًا منتظمًا لاتباعه.
اقتُرح التحفيز المغناطيسي للدماغ (تي إم إس) كخيار علاجي محتمل لاضطرابات المخيخ النفسية. استخدمت إحدى الدراسات «تي إم إس» على دودة المخيخ الخاصة بعدد المرضى المصابين بالفصام. بعد التحفيز، أظهر المرضى زيادة في السعادة، واليقظة والطاقة، إلى جانب انخفاض الحزن. أظهر الاختبار العصبي النفسي بعد التحفيز تحسن الذاكرة العاملة، والانتباه والمهارات البصرية المكانية. تمثل التمارين المستخدمة في تخفيف الأعراض الحركية إحدى وسائل علاج «سي سي إيه إس» الأخرى. ثبت أيضًا وجود دور مساعد لهذه التمارين البدنية في علاج الأعراض المعرفية.
اقتُرحت الأدوية المستخدمة في تخفيف الاضطرابات الناجمة عن إصابات الدماغ الرضية لدى البالغين كخيار لعلاج «سي سي إيه إس». يمتلك البروموكريبتين، ناهض «دي 2» المباشر، تأثيرًا مساعدًا في حالات اضطراب الوظيفة التنفيذية وقدرات التعلم المكاني. يساعد الميثيل فيندات بدوره في اضطرابات الانتباه والتثبيط. لم يُختبر أي من هذين الدواءين بعد على مرضى «سي سي إيه إس». من الممكن أيضًا تحسن بعض أعراض «سي سي إيه إس» مع مرور الوقت دون الخضوع إلى علاج رسمي. في التقرير الأصلي للمتلازمة، خضع أربعة مرضى مصابين بالمتلازمة لإعادة الفحص بعد شهر إلى تسعة أشهر من تقييمهم النفسي العصبي الأولي. أظهر ثلاثة منهم تحسنًا في الاضطرابات دون خضوعهم لأي علاج رسمي، لكن تبقى الوظيفة التنفيذية الانحراف الوحيد عن القاعدة. تفاقمت الاضطرابات مع مرور الوقت لدى المريض الأخير. عانى هذا المريض من ضمور المخيخ وتدهور القدرات البصرية المكانية، وتشكيل المفاهيم والذاكرة اللفظية. لم يُختبر أي نوع من العلاجات السابقة على عينة كبيرة بما يكفي لتحديد مدى تأثيرها على مرضى «سي سي إيه إس». يتعين إجراء مزيد من الأبحاث حول علاجات «سي سي إيه إس».